# Episodi di Robert Montgomery Presents (settima stagione)
La settima stagione della serie televisiva Robert Montgomery Presents è andata in onda negli Stati Uniti dal 12 settembre 1955 al 3 settembre 1956 sulla NBC.
| nº | Titolo originale            | Prima TV USA      |
| -- | --------------------------- | ----------------- |
| 1  | Woman in the Window         | 12 settembre 1955 |
| 2  | Mr. & Mrs. Monroe           | 19 settembre 1955 |
| 3  | Along Came Jones            | 26 settembre 1955 |
| 4  | The Stranger                | 3 ottobre 1955    |
| 5  | Paper Town                  | 10 ottobre 1955   |
| 6  | Tomorrow Is Forever         | 17 ottobre 1955   |
| 7  | Man Lost                    | 24 ottobre 1955   |
| 8  | In a Foreign City           | 31 ottobre 1955   |
| 9  | The World to Nothing        | 7 novembre 1955   |
| 10 | Cry Silence                 | 14 novembre 1955  |
| 11 | Isobel                      | 21 novembre 1955  |
| 12 | End of the Rainbow          | 28 novembre 1955  |
| 13 | Lucifer                     | 5 dicembre 1955   |
| 14 | See the Man                 | 12 dicembre 1955  |
| 15 | Quality Town                | 19 dicembre 1955  |
| 16 | The Second Day of Christmas | 26 dicembre 1955  |
| 17 | Three Men from Tomorrow     | 2 gennaio 1956    |
| 18 | The End of the Tether       | 9 gennaio 1956    |
| 19 | The Tyrant                  | 16 gennaio 1956   |
| 20 | Aftermath                   | 23 gennaio 1956   |
| 21 | Mr. Tutt Baits a Hook       | 30 gennaio 1956   |
| 22 | Good Friday, 1865           | 6 febbraio 1956   |
| 23 | The Man Who Vanished        | 13 febbraio 1956  |
| 24 | An Excuse for Shanks        | 20 febbraio 1956  |
| 25 | End of Morning              | 27 febbraio 1956  |
| 26 | Adam's Son                  | 5 marzo 1956      |
| 27 | The Briefcase               | 12 marzo 1956     |
| 28 | The Secret                  | 19 marzo 1956     |
| 29 | The Long Way Home           | 26 marzo 1956     |
| 30 | Death Insurance             | 2 aprile 1956     |
| 31 | Pistolero                   | 9 aprile 1956     |
| 32 | Portrait of a Man           | 16 aprile 1956    |
| 33 | The Baobab Tree             | 23 aprile 1956    |
| 34 | Don't Do Me Any Favors      | 30 aprile 1956    |
| 35 | Jack Be Nimble              | 7 maggio 1956     |
| 36 | The Right Thing             | 14 maggio 1956    |
| 37 | All Expenses Paid           | 21 maggio 1956    |
| 38 | Who?                        | 28 maggio 1956    |
| 39 | Honored Guest               | 4 giugno 1956     |
| 40 | Storm Over Swan Lake        | 11 giugno 1956    |
| 41 | The Soldier Room            | 18 giugno 1956    |
| 42 | An Elephant for Peanuts     | 25 giugno 1956    |
| 43 | Dream No More               | 2 luglio 1956     |
| 44 | A Matter of Conscience      | 9 luglio 1956     |
| 45 | Day of Grace                | 16 luglio 1956    |
| 46 | Catch a Falling Star        | 23 luglio 1956    |
| 47 | Southern Exposure           | 30 luglio 1956    |
| 48 | Maybe Tomorrow              | 6 agosto 1956     |
| 49 | The Company Wife            | 27 agosto 1956    |
| 50 | Mr. Parker's Rhubarb        | 3 settembre 1956  |

## Woman in the Window
- Diretto da:
- Scritto da:

### Trama
- Interpreti: Robert Montgomery (se stesso  - presentatore), Robert Preston, Maria Riva

## Mr. & Mrs. Monroe
- Diretto da:
- Scritto da:

### Trama
- Interpreti: Robert Montgomery (se stesso  - presentatore), Edward Andrews (Mr. Monroe), Augusta Dabney (Mrs. Monroe), Humphrey Davis

## Along Came Jones
- Diretto da:
- Scritto da:

### Trama
- Interpreti: Robert Montgomery (se stesso  - presentatore), Lonny Chapman, Charlton Heston (Melody Jones), Pat Roe

## The Stranger
- Diretto da:
- Scritto da:

### Trama
- Interpreti: Robert Montgomery (se stesso  - presentatore), John Baragrey, Barbara Britton, Parker Fennelly, Jack Livesey, Luis Van Rooten

## Paper Town
- Diretto da:
- Scritto da:

### Trama
- Interpreti: Robert Montgomery (se stesso  - presentatore), Sidney Blackmer (Vardis Ward), Jan Miner (Jennie Ward), Jack Mullaney (Robert Ward), Brandon Peters, Pat Sales (Jane Ward)

## Tomorrow Is Forever
- Diretto da:
- Scritto da:

### Trama
- Interpreti: Robert Montgomery (se stesso  - presentatore), Robert Ellenstein, Gale Storm, William Windom

## Man Lost
- Diretto da:
- Scritto da:

### Trama
- Interpreti: Robert Montgomery (se stesso  - presentatore), Philip Bourneuf (David Brooks), Frank Campanella (colonnello Haynes), Aneta Corsaut, Lee Remick (Edith), Frank M. Thomas (ammiraglio), Franchot Tone

## In a Foreign City
- Diretto da:
- Scritto da:

### Trama
- Interpreti: Robert Montgomery (se stesso  - presentatore), Tony Bickley (Frank Schumacher), Joseph Campanella (Tony), John Hudson (Chuck Cormoran), Jack Manning (Matt Schorrell)

## The World to Nothing
- Diretto da:
- Scritto da:

### Trama
- Interpreti: Robert Montgomery (se stesso  - presentatore), Eddie Albert (Jesse), Patricia Bosworth, Burt Brinckerhoff, Brett Somers, Dolores Sutton (Gloria), Marian Winters (Miriam)

## Cry Silence
- Diretto da:
- Scritto da:

### Trama
- Interpreti: Robert Montgomery (se stesso  - presentatore), Edward Andrews (Agent), George Mathews (Bill Meyers), Anne Seymour (Sara)

## Isobel
- Diretto da:
- Scritto da:

### Trama
- Interpreti: Robert Montgomery (se stesso  - presentatore), Robert Carroll, Geraldine Fitzgerald, Anne Meacham, Viola Roache, Alfred Ryder

## End of the Rainbow
- Diretto da:
- Scritto da:

### Trama
- Interpreti: Robert Montgomery (se stesso  - presentatore), George Voskovec

## Lucifer
- Diretto da:
- Scritto da:

### Trama
- Interpreti: Robert Montgomery (se stesso  - presentatore), Charles Dingle (Anthony Pollet), Frances Helm (Gina Keyes), House Jameson (Chief), Jay Jostyn (Henry Stafford), Audra Lindley (Mary Pollet), John Newland (Jackson Pollet), Allen Nourse (Tom Knowles), Larry Weber (Dick Wainwright)

## See the Man
- Diretto da:
- Scritto da:

### Trama
- Interpreti: Robert Montgomery (se stesso  - presentatore), Millette Alexander, Skip Homeier, Jan Miner, Rosemary Murphy, Ernest Parmentier, Brandon Peters, Pat Sales

## Quality Town
- Diretto da:
- Scritto da:

### Trama
- Interpreti: Robert Montgomery (se stesso  - presentatore), Lee Bowman (Stacey Spender), Raymond Bramley (Mr. Wherry), Mary Fickett (Amanda Cole), Piper Laurie (Stacey Spender), James Reese (Cass Lomax), Robert Richards

## The Second Day of Christmas
- Diretto da:
- Scritto da:

### Trama
- Interpreti: Robert Montgomery (se stesso  - presentatore), Frank Schofield, Lois Smith, Charles Taylor

## Three Men from Tomorrow
- Diretto da:
- Scritto da:

### Trama
- Interpreti: Robert Montgomery (se stesso  - presentatore), Jim Boles (Fred Hansen - act 1), Flora Campbell (Ellen Martin - act 1), Wyatt Cooper (Ed - act 2), William Daniels (Donald Kemper - act 2), Harrison Dowd (Mr. Colgan - act 3), Tom Ellis (Jim Martin - act 1), Henry Garrord (Bob Reedy - act 2), Athena Lorde (Carolyn Hansen - act 1), Jack Mullaney (BIll Conrad - act 3), John O'Hare (John Martin - act 1), Ernest Parmentier (Buzz - act 2), Lee Remick (Bee-Jay - act 1), Tommy Rose (Tom - act 2), John Sharpe (Al - act 2), Betty Sinclair (Martha Reedy - act 2), Arnold Walton (Nick - act 3)

## The End of the Tether
- Diretto da:
- Scritto da:

### Trama
- Interpreti: Robert Montgomery (se stesso  - presentatore), Maureen Hurley, Barry Jones (capitano Whalley), Jack Livesey, Richard Newton

## The Tyrant
- Diretto da:
- Scritto da:

### Trama
- Interpreti: Robert Montgomery (se stesso  - presentatore), Raymond Bramley (Zale Yoder), June Havoc (Crystal Davis), Gale Page, Eric Sinclair (Malcolm Craig)

## Aftermath
- Diretto da:
- Scritto da:

### Trama
- Interpreti: Robert Montgomery (se stesso  - presentatore), Harry Bannister (Mr. Walker), Judith Braun (Eve), Olive Deering (Eleanor), Charles Drake (Paul Doniger), House Jameson (Lawrence Webber), Martin Ritt (Hugo Green)

## Mr. Tutt Baits a Hook
- Diretto da:
- Scritto da:

### Trama
- Interpreti: Robert Montgomery (se stesso  - presentatore), Stewart Bradley (Bonnie Doon), Hal Cooper (Ed Wilson), Les Damon (Mose Higgins), Parker Fennelly (Mr. Ephraim Tutt), Dolores Mann (Kitty), Ian Martin (Jason Kirby), Tom Middleton (Henry Clark), Karl Weber (giudice Thompson)

## Good Friday, 1865
- Diretto da:
- Scritto da:

### Trama
- Interpreti: Robert Montgomery (se stesso  - presentatore), Mitchell Agruss, Charles Aidman, Michael Allen, John Griggs, Walter Kinsella, William A. Lee, Anne Seymour

## The Man Who Vanished
- Diretto da:
- Scritto da:

### Trama
- Interpreti: Robert Montgomery (se stesso  - presentatore), Leslie Barrett, Martine Bartlett, Robert Carroll, Augusta Dabney, Sam Gray, Mary Jackson, Jack Manning, Gene Rayburn, Fay Sappington, Henry Sharp, Louis Sorin, Frederick Worlock, Ben Yaffee

## An Excuse for Shanks
- Diretto da:
- Scritto da:

### Trama
- Interpreti: Robert Montgomery (se stesso  - presentatore), Sally Gracie, William Redfield

## End of Morning
- Diretto da:
- Scritto da:

### Trama
- Interpreti: Robert Montgomery (se stesso  - presentatore), Joe Boland (Mr. Benton), Jackie Cooper (Willy Benton), Peter Lazer (Richie), William A. Lee (Doc), Joan Lorring (Harriet Benton), Jan Miner (Irene), Katherine Squire (Mrs. Shelby)

## Adam's Son
- Diretto da:
- Scritto da:

### Trama
- Interpreti: Robert Montgomery (se stesso  - presentatore), Raymond Massey (giudice Benton)

## The Briefcase
- Diretto da:
- Scritto da:

### Trama
- Interpreti: Robert Montgomery (se stesso  - presentatore), Gloria DeHaven (Betty Laurence), Edward Holmes (Herb), John Hudson (Harry Jones), Logan Ramsey (Paul Hartell), Edmon Ryan (Jim Hart)

## The Secret
- Diretto da:
- Scritto da:

### Trama
- Interpreti: Robert Montgomery (se stesso  - presentatore), Don Gordon, Edward Holmes, Nita Talbot

## The Long Way Home
- Diretto da:
- Scritto da:

### Trama
- Interpreti: Robert Montgomery (se stesso  - presentatore), John Beal (Ken, the Commuter), Betty Law (Margaret), Rosemary Murphy (infermiera Chorness), Alfred Ryder (detective Avery), Mike Keene (dottor Jack), Catherine Payne (donna on the Train), Fred Herrick (Brakeman), Humphrey Davis (Conductor), Ray Boyle (poliziotto), Gaye Jordan (infermiera), Ernest Parmentier (tecnico)

## Death Insurance
- Diretto da:
- Scritto da:

### Trama
- Interpreti: Robert Montgomery (se stesso  - presentatore), Henry Jones

## Pistolero
- Diretto da:
- Scritto da:

### Trama
- Interpreti: Robert Montgomery (se stesso  - presentatore), Sue Ellen Blake (Lucy), Farley Granger (Fred), Martin Rudy (Doc), Alfred Ryder (Henry), Dolores Sutton (Innocencio), Luis Van Rooten (Juan)

## Portrait of a Man
- Diretto da:
- Scritto da:

### Trama
- Interpreti: Robert Montgomery (se stesso  - presentatore), Ray Boyle, Robert Ellenstein (Albert Einstein), Nina Hansen, Beverly Lunsford, Eva Stern, Peter von Zerneck

## The Baobab Tree
- Diretto da:
- Scritto da:

### Trama
- Interpreti: Robert Montgomery (se stesso  - presentatore), Charles Drake, Elizabeth Montgomery, Martha Scott

## Don't Do Me Any Favors
- Diretto da:
- Scritto da:

### Trama
- Interpreti: Robert Montgomery (se stesso  - presentatore), Joe De Santis, Johnny Desmond, Martha Greenhouse, Katherine Meskill, Mel Ruick, Betsy von Furstenberg

## Jack Be Nimble
- Diretto da:
- Scritto da:

### Trama
- Interpreti: Robert Montgomery (se stesso  - presentatore), Augusta Dabney, June Lockhart, John Newland, Fay Sappington, Larry Weber

## The Right Thing
- Diretto da:
- Scritto da:

### Trama
- Interpreti: Robert Montgomery (se stesso  - presentatore), Fran Carlon (Ellen Slater), Alan Hewitt (Phil Adams), Edward Holmes (Al Orleski), Grant Sullivan (Wilson), Forrest Tucker (Bob Slater), Glenn Walken (Chris Slater)

## All Expenses Paid
- Diretto da:
- Scritto da:

### Trama
- Interpreti: Robert Montgomery (se stesso  - presentatore), Lee Bowman, Lisa Howard, Gale Page, Lee Remick, Ken Renard, P. Jay Sidney, Harry Stanton

## Who?
- Diretto da:
- Scritto da:

### Trama
- Interpreti: Robert Montgomery (se stesso  - presentatore), Tom Poston, Frank Schofield

## Honored Guest
- Diretto da:
- Scritto da:

### Trama
- Interpreti: Robert Montgomery (se stesso  - presentatore), Raymond Bramley, William A. Lee, Lilia Skala, Walter Slezak (Krisons Ringo)

## Storm Over Swan Lake
- Diretto da:
- Scritto da:

### Trama
- Interpreti: Robert Montgomery (se stesso  - presentatore), Lester Lonergan, Beverly Lunsford, Jan Miner, John Shelly, Haila Stoddard, Frederic Tozere

## The Soldier Room
- Diretto da:
- Scritto da:

### Trama
- Interpreti: Robert Montgomery (se stesso  - presentatore), John Newland, Deirdre Owens

## An Elephant for Peanuts
- Diretto da:
- Scritto da:

### Trama
- Interpreti: Robert Montgomery (se stesso  - presentatore), Edmund Gaynes, Lin McCarthy, Glenn Walken, Lesley Woods

## Dream No More
- Diretto da:
- Scritto da:

### Trama
- Interpreti: Robert Montgomery (se stesso  - presentatore), Charles Drake, Tom Gibson, Hanna Landy, Tom Middleton, Jan Miner, Elizabeth Montgomery, Mary K. Wells

## A Matter of Conscience
- Diretto da:
- Scritto da:

### Trama
- Interpreti: Robert Montgomery (se stesso  - presentatore), Charles Drake, John Gibson, Tom Middleton, Jan Miner, Elizabeth Montgomery, Mary K. Wells

## Day of Grace
- Diretto da:
- Scritto da:

### Trama
- Interpreti: Robert Montgomery (se stesso  - presentatore), Ralph Bunker, Charles Drake, John Gibson, Tom Middleton, Jan Miner, Elizabeth Montgomery, Mary K. Wells

## Catch a Falling Star
- Diretto da:
- Scritto da:

### Trama
- Interpreti: Robert Montgomery (se stesso  - presentatore), Charles Drake, John Gibson, Tom Middleton, Jan Miner, Elizabeth Montgomery, Vincent Sardi Jr. (se stesso), Mary K. Wells

## Southern Exposure
- Diretto da:
- Scritto da:

### Trama
- Interpreti: Robert Montgomery (se stesso  - presentatore), Charles Drake, John Gibson, Tom Middleton, Jan Miner, Elizabeth Montgomery, Mary K. Wells

## Maybe Tomorrow
- Diretto da:
- Scritto da:

### Trama
- Interpreti: Robert Montgomery (se stesso  - presentatore), Charles Drake, Mary Fickett, John Gibson, Tom Middleton, Jan Miner, Mary K. Wells

## The Company Wife
- Diretto da:
- Scritto da:

### Trama
- Interpreti: Robert Montgomery (se stesso  - presentatore), Raymond Bramley, Charles Drake (Carl Phillips), John Gibson, Tom Middleton, Jan Miner (Melinda Phillips), Elizabeth Montgomery, Mary K. Wells

## Mr. Parker's Rhubarb
- Diretto da:
- Scritto da:

### Trama
- Interpreti: Robert Montgomery (se stesso  - presentatore), Charles Drake, John Gibson, Tom Middleton, Jan Miner, Elizabeth Montgomery